# Daryl Reid
Daryl Gary Reid (* 2. November 1950 in Winnipeg, Manitoba) ist ein kanadischer Gewerkschaftsfunktionär und Politiker der New Democratic Party of Manitoba (NDP), der unter anderem zwischen 1990 und 2016 Mitglied der Legislativversammlung von Manitoba sowie von 2011 bis 2016 deren Sprecher war.

## Leben
Daryl Gary Reid stammte aus einer Familie, die politisch in der Co-operative Commonwealth Federation (CCF) sowie der New Democratic Party aktiv war und begann 1969 beim Eisenbahnunternehmen Canadian National Railway zu arbeiten. Er engagierte sich in der Gewerkschaftsbewegung, wo er als Betriebsrat und Vorstandsmitglied der International Brotherhood of Electrical Workers, eine Gewerkschaft, die etwa 820.000 Arbeiter und Rentner in der Elektroindustrie in den USA, Kanada, Guam, Panama, Puerto Rico und den Amerikanischen Jungferninseln vertritt, fungierte. Des Weiteren war er von 1986 bis 1990 Bundesvorsitzender seines Eisenbahnerverbandes (Canadian Brotherhood of Railway Employees).
Reid wurde als Nachfolger von Richard Kozak am 11. September 1990 im Wahlkreis „Transcona“ für die New Democratic Party of Manitoba (NDP) erstmals zum Mitglied der Legislativversammlung von Manitoba gewählt und vertrat diesen Wahlkreis nach seinen Wiederwahlen am 25. April 1995, 21. September 1999, 3. Juni 2003, 22. Mai 2007 und 4. Oktober 2011 bis zur Wahl am 19. April 2016, bei der er nicht mehr kandidierte. Daraufhin wurde Blair Yakimoski von der Progressive Conservative Party of Manitoba zum neuen Abgeordneten gewählt. Anlässlich des 50-jährigen Thronjubiläums von Königin Elisabeth II. erhielt er 2002 die Queen Elizabeth II Golden Jubilee Medal.
Am 20. Oktober 2011 wurde Daryl Reid als Nachfolger von George Hickes Sprecher der Legislativversammlung (Speaker) und bekleidete das Amt des Parlamentspräsidenten bis zum 16. Mai 2016, woraufhin Myrna Driedger ihn ablöste. 2022 wurde ihm auch die Queen Elizabeth II Platinum Jubilee Medal zum Gedenken an den 70. Jahrestag des Thronjubiläums von Königin Elisabeth II. verliehen.